# アフリカウシガエル
アフリカウシガエル（Pyxicephalus adspersus）は、両生綱無尾目Pyxicephalidae科アフリカウシガエル属に分類されるカエル。

## 分布
アンゴラ南部、ケニア、ザンビア、ジンバブエ、タンザニア、ナミビア、ボツワナ、マラウイ、南アフリカ共和国、モザンビーク。スワジランドでは絶滅。
一方でこれらの記録は、Pyxicephalus edulisと混同されている可能性も指摘されている。

## 形態
体長14 - 20センチメートル。オスは体重1.4キログラム、体長24.5センチメートルに達することもある。メスよりもオスの方が大型になる。眼と鼓膜の間の長さが、鼓膜の直径よりも長い。体色はオリーブグリーンで、白やクリーム色の隆起が入る。
幼体は体色が明緑色で、明色の筋模様が入る。繁殖期のオスは前肢が黄色になる。

## 生態
サバンナに生息する。
昆虫、サソリ、カエル、小型爬虫類、小型の鳥類、小型哺乳類などを食べる。共食いも行う。
水中では小魚やゲンゴロウ等の水棲昆虫を常食し、中には小型のリンカルスをも捕食した例がある。
アフリカウシガエルを捕食するものとして大型の鳥類、幼生の捕食者としてハコヨコクビガメ属やナイルオオトカゲが挙げられる
降雨前は泥の中でじっとするが、降雨になると活発になる。
繁殖様式は卵生。オスは降雨後にできた水場に集まり、昼間にメイティングコールを行う。3,000 - 4,000個の卵を産む。オスは水場の近くで幼生を守り、近づいてきた動物に対して威嚇したり噛み付く。水場が干上がらないように別の水場から幼生のいる水場へ水路を掘って引水することもある。

## 人間との関係
食用とされることもある。
採集により生息数は減少しているが、絶滅のおそれは低いと考えられている。ケニア、タンザニア、ザンビア、マラウイといった分布域北部では記録が非常に少なく、まれな種とされる。後述するようにペット用に流通することもあるが、ペット用の採集による大きな影響はないと考えられている。
ペットとして飼育されることもあり、日本にも輸入されている。主に飼育下繁殖個体が流通する。テラリウムで飼育される。全身浸かることができ倒されないような頑丈な水容器を用意し、夜間に霧吹きで湿度を上げる。餌はコオロギなどの昆虫を与えるが、大型個体にはピンクマウスなどを与えることもできる。ピンクマウスを与える場合は消化に時間がかかるため、昆虫を与える時よりも給餌間隔を空ける。